# Grådaggig kantlav
Grådaggig kantlav (Lecanora rupicola) är en lavart som först beskrevs av L., och fick sitt nu gällande namn av Alexander Zahlbruckner. Grådaggig kantlav ingår i släktet Lecanora, och familjen Lecanoraceae. Arten är reproducerande i Sverige.

## Bildgalleri

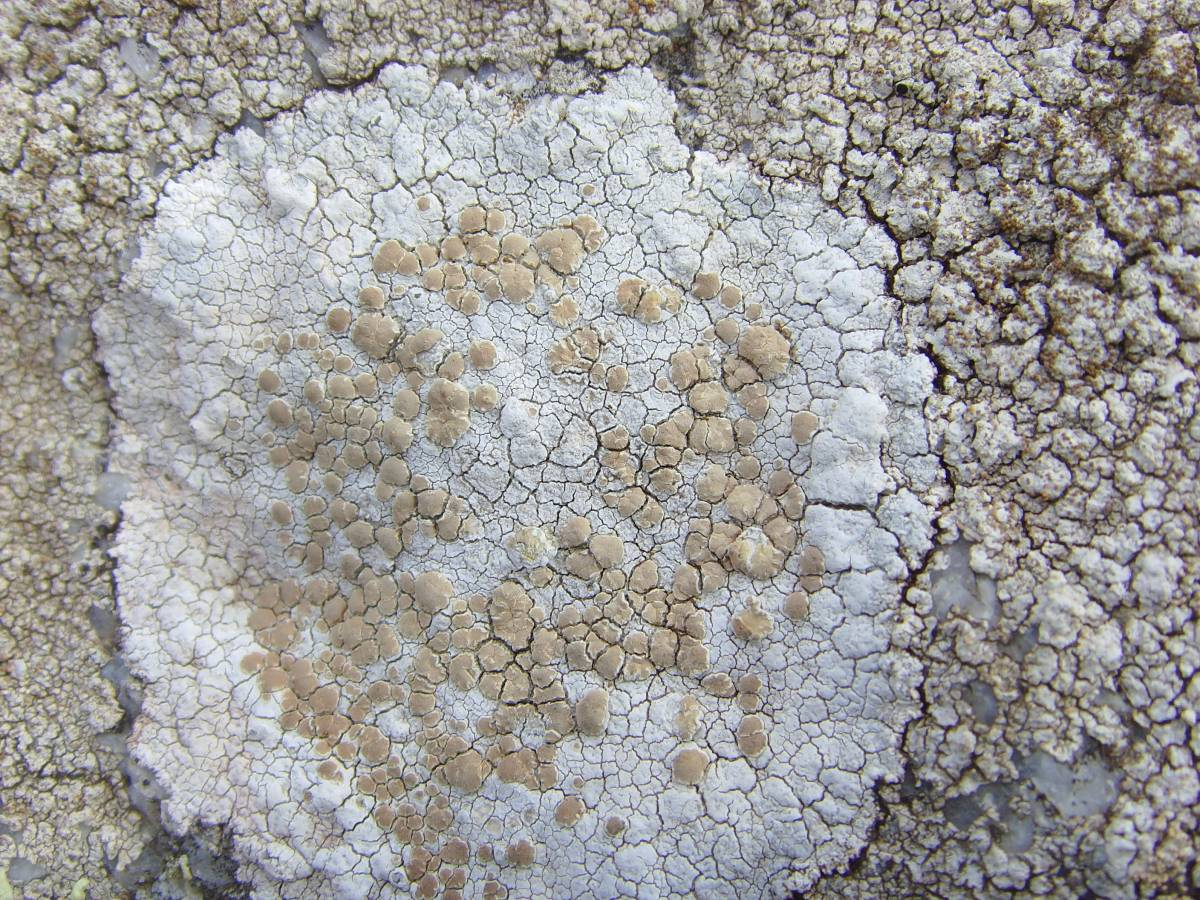